# Thomas Johann Bauer
Thomas Johann Bauer (* 1973) ist ein deutscher römisch-katholischer Theologe und Hochschullehrer.

## Leben
Nach dem Abitur am St.-Michaels-Gymnasium der Benediktiner in Metten studierte Thomas Johann Bauer Katholische Theologie an der Universität Regensburg und an der Päpstlichen Universität Gregoriana in Rom sowie klassische Philologie an der Universität Gießen, wo er 2006 zum Dr. phil. promovierte. Zum Dr. theol. promovierte er 2011 an der Albert-Ludwigs-Universität Freiburg. Seine philosophische Promotionsschrift wurde 2007 mit dem Dissertationspreis der Justus-Liebig-Universität Gießen und seine theologische Promotionsschrift wurde 2011 mit dem Bernhard-Welte-Preis ausgezeichnet. Er lehrte in Gießen und als Akademischer Rat a. Z. am Arbeitsbereich Neutestamentliche Literatur und Exegese in Freiburg im Breisgau. 2013 wurde Bauer zum assoziierten Professor für Neues Testament am Departement für Biblische Studien in Freiburg im Üechtland ernannt und ist seit 2014 Professor für Exegese und Theologie des Neuen Testamentes an der Universität Erfurt. Von Juli 2017 bis September 2019 war er Dekan der Erfurter Fakultät.
Seit 2014 ist Bauer wissenschaftlicher Leiter des Vetus Latina-Instituts Beuron. In dieser Funktion koordiniert und leitet er die Edition der Reste der ältesten lateinischen Übersetzung der biblischen Schriften (Vetus Latina). Er arbeitet an einer kritischen Edition der Zeugnisse der ältesten lateinischen Übersetzung des Lukasevangeliums.
Bauer wurde im November 2019 zum Dekan der Sectio theologica der Bayerischen Benediktinerakademie (seit 2023: Benediktinische Akademie Salzburg) gewählt, deren Mitglied er seit 2017 ist.
Seine derzeitigen Forschungsschwerpunkte umfassen Johannesoffenbarung und frühchristliche und frühjüdische Apokalyptik; neutestamentliche, frühchristliche und antike Briefe; Anfänge des Christentums und seiner Literatur im Kontext der Kultur- und Religionsgeschichte der römischen Kaiserzeit; Anfänge, Geschichte und Überlieferung der lateinischen Bibel.

## Schriften (Auswahl)
- Das tausendjährige Messiasreich der Johannesoffenbarung. Eine literarkritische Studie zu Offb 19,11 – 21,8 (= Beihefte zur Zeitschrift für die neutestamentliche Wissenschaft und die Kunde der älteren Kirche. Band 148). De Gruyter, Berlin/New York 2007, ISBN 978-3-11-019550-7 (zugleich Dissertation, Gießen 2006).
- Who is who in der Welt Jesu?. Herder, Freiburg im Breisgau 2007, ISBN 3-451-29615-2.
  - Who is who in der Welt Jesu? (= Herder-Spektrum. Band 6192). Herder, Freiburg im Breisgau 2013, ISBN 3-451-06192-9.
- Paulus und die kaiserzeitliche Epistolographie. Kontextualisierung und Analyse der Briefe an Philemon und an die Galater (= Wissenschaftliche Untersuchungen zum Neuen Testament. Band 276). Mohr Siebeck, Tübingen 2011, ISBN 978-3-11-019550-7 (zugleich Dissertation, Freiburg im Breisgau 2011).
- als Herausgeber mit Ferdinand R. Prostmeier: Mitarbeiter des Wortes – Mitarbeiter der Wahrheit. Studien zur biblischen Philologie und Theologie. Aufsätze und unveröffentlichte Arbeiten von Georg Schmuttermayr. EOS, Sankt Ottilien 2013, ISBN 978-3-8306-7639-3.
- als Herausgeber: Traditio et Translatio. Studien zur lateinischen Bibel zu Ehren von Roger Gryson (= Vetus Latina – Aus der Geschichte der Lateinischen Bibel. Band 40). Herder, Freiburg im Breisgau 2016, ISBN 978-3-451-31103-1.
- als Herausgeber mit Peter von Möllendorff: Die Briefe des Ignatios von Antiochia. Motive, Strategien, Kontexte (= Millennium-Studien. Millennium Studies Studien zu Kultur und Geschichte des ersten Jahrtausends n. Chr. Band 72). De Gruyter, Berlin/New York 2018, ISBN 978-3-11-061799-3.